# Trisophista
Trisophista é um gênero de mariposa pertencente à família Acrolepiidae.